# Pontificio consiglio per i laici
Il Pontificio consiglio per i laici (in latino Pontificium consilium pro laicis) è stato un dicastero della Curia romana.
Assisteva il papa in tutte le questioni che riguardano i fedeli laici e le diverse forme di aggregazione della Chiesa cattolica come le associazioni e movimenti cattolici.

## Storia
Il Pontificio consiglio per i laici trova le sue radici nella proposta formulata dal concilio Vaticano II nel decreto Apostolicam Actuositatem, di costituire «presso la Santa Sede uno speciale segretariato per il servizio e l'impulso dell'apostolato dei laici, come centro che, con mezzi adatti fornisca notizie delle varie iniziative apostoliche dei laici, istituisca ricerche intorno ai problemi che sorgono in questo campo e assista con i suoi consigli la gerarchia e i laici nelle opere apostoliche».
Con il motu proprio Catholicam Christi Ecclesiam del 6 gennaio 1967, papa Paolo VI dava seguito alle direttive conciliari istituendo il Consilium de laicis, il "Consiglio dei laici". Dieci anni dopo, con il motu proprio Apostolatus peragendi del 10 dicembre 1976, lo stesso pontefice riformava il Consiglio, annoverandolo tra i dicasteri permanenti della Curia romana, e denominandolo "Pontificio consiglio per i laici".
Con la costituzione apostolica Pastor Bonus del 28 giugno 1988, Giovanni Paolo II ha ulteriormente ridefinito le competenze proprie del dicastero.
Con il motu proprio Sedula Mater del 15 agosto 2016 papa Francesco ne ha disposto la soppressione a partire dal 1º settembre 2016. Le sue funzioni sono esercitate dal nuovo Dicastero per i laici, la famiglia e la vita.
Sede del Pontificio consiglio era il Palazzo San Callisto a Trastevere.

## Cronotassi

### Presidenti
- Cardinale Maurice Roy † (6 gennaio 1967 - 16 dicembre 1976 dimesso)
- Cardinale Opilio Rossi † (10 dicembre 1976 - 8 aprile 1984 nominato presidente del Pontificio comitato per i congressi eucaristici internazionali)
- Cardinale Eduardo Francisco Pironio † (8 aprile 1984 - 20 agosto 1996 ritirato)
- Cardinale James Francis Stafford (20 agosto 1996 - 4 ottobre 2003 nominato penitenziere maggiore)
- Cardinale Stanisław Ryłko (4 ottobre 2003 - 1º settembre 2016)

### Vicepresidenti
- Arcivescovo Alberto Castelli † (1966 - 1970 dimesso)
- Vescovo Ramón Torrella Cascante † (6 novembre 1970 - 6 marzo 1974 dimesso)
- Vescovo Lucas Moreira Neves, O.P. † (7 marzo 1974 - 15 ottobre 1979 nominato segretario della Congregazione per i vescovi)
- Vescovo Paul Josef Cordes † (11 marzo 1980 - 2 dicembre 1995 nominato presidente del Pontificio consiglio "Cor Unum")

### Segretari
- Presbitero Achille Marie Joseph Glorieux † (16 gennaio 1967 - 19 settembre 1969 nominato pro-nunzio apostolico in Siria)
- Monsignore Marcel Uylenbroeck † (1969 - 2 ottobre 1979 deceduto)
- Vescovo Stanisław Ryłko (20 dicembre 1995 - 4 ottobre 2003 nominato presidente dello stesso dicastero)
- Vescovo Josef Clemens (25 novembre 2003 - 1º settembre 2016)

### Vice-segretari
- Prof.sa Rosemary Goldie (1967 - 1976 dimessa)
- Prof. Mieczyslaw de Habicht (1967 - 1976 dimesso)

### Sottosegretari
- Prof.sa Rosemary Goldie (1966 - 1967 nominata vice-segretaria del medesimo dicastero)
- Prof. Mieczyslaw de Habicht (1966 - 1967 nominato vice-segretario del medesimo dicastero)
- Monsignore Peter J. Coughlan (1980 - 1991 dimesso)
- Prof. Guzmán Carriquiry Lecour (12 settembre 1991 - 14 maggio 2011 nominato segretario della Pontificia commissione per l'America Latina)
- Monsignore Miguel Delgado Galindo (18 giugno 2011 - 1º settembre 2016)